# Kończyce Wielkie (gmina)

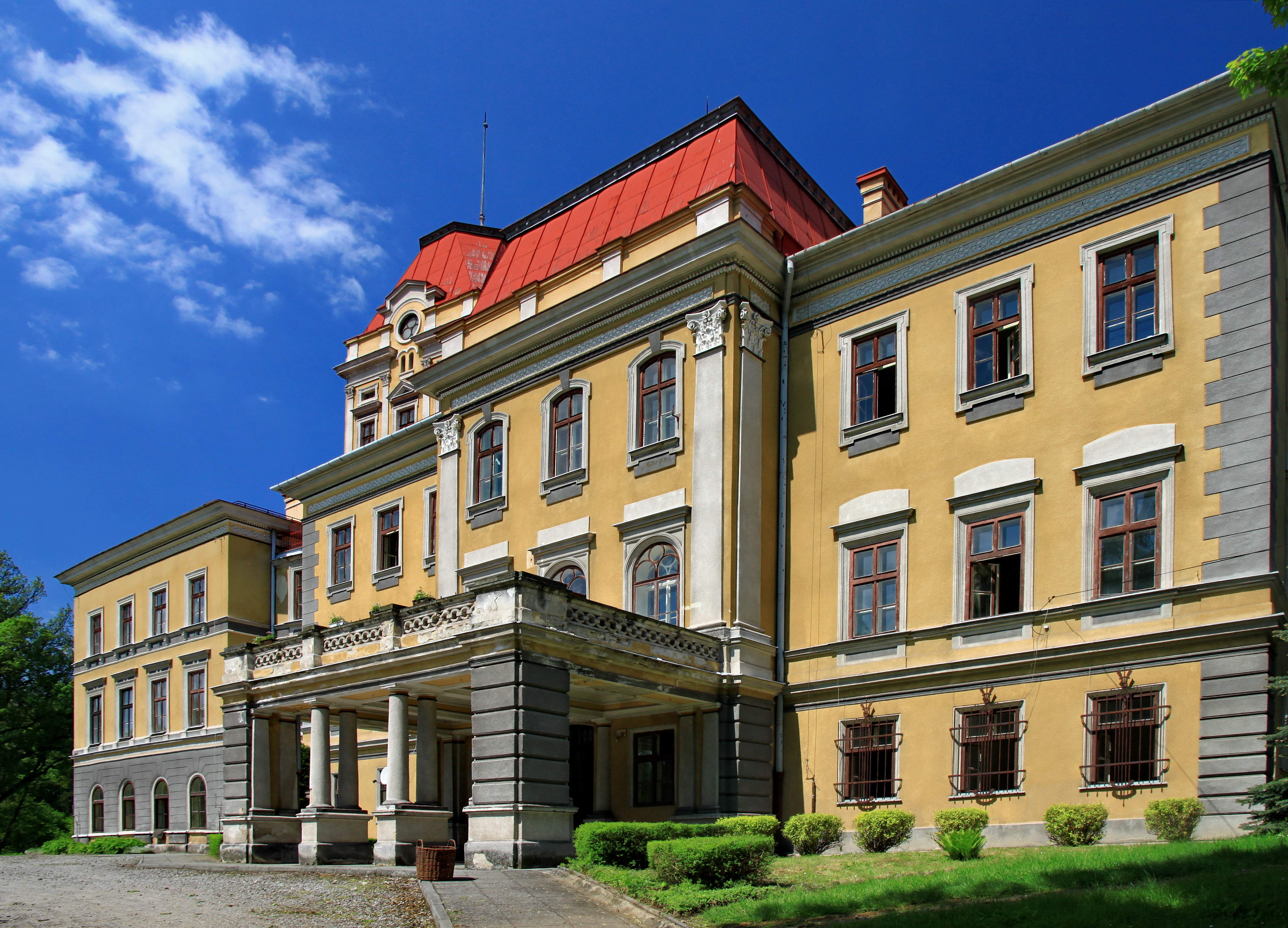
Pałac w Kończycach Wielkich

Kończyce Wielkie – dawna gmina wiejska istniejąca w latach 1945–1954 w województwie śląskim (śląsko-dąbrowskim), katowickim i stalinogrodzkim. Siedzibą władz gminy były Kończyce Wielkie.
Jako gmina jednostkowa gmina Kończyce Wielkie należała w latach 1920–1939 do powiatu cieszyńskiego w woj. śląskim. 1 grudnia 1945 roku została przekształcona w gminę zbiorową składającą się 2 gromad: Kończyce Wielkie i Haźlach.
17 lutego 1947 roku z gminy Kończyce Wielkie wyłączono Haźlach, który wszedł w skład nowej gminy Haźlach (wraz z miejscowościami Pastwiska i Zamarski ze znieisonej gminy Pastwiska) z siedzibą w Pastwiskach
6 lipca 1950 zmieniono nazwę woj. śląskiego na katowickie, a 9 marca 1953 kolejno na woj. stalinogrodzkie. Według stanu z 1 lipca 1952 roku gmina składała się z samej siedziby, przez co nie była już podzielona na gromady.
Gmina została zniesiona 29 września 1954 roku wraz z reformą znoszącą gminy.
Jednostki nie przywrócono 1 stycznia 1973 wraz z kolejną reformą reaktywującą gminy, a Kończyce Wielkie weszły w skład gminy Hażlach.
Zobacz też: gmina Kończyce.